# Andrew Linzey
Andrew Linzey   (Oxford, 7 de febrer de 1952) és un sacerdot anglicà, teòleg i figura destacada del vegetarianisme cristià. És membre de la Facultat de Teologia de la Universitat d'Oxford i va ocupar el primer lloc acadèmic del món en ètica, teologia i benestar animal, la Bede Jarret Senior Research Fellowship al Blackfriars Hall.
Linzey és el fundador i director de l'Oxford Centre for Animal Ethics, un centre acadèmic independent obert el novembre de 2006, que s'ocupa de promoure l'estudi de l'ètica animal i que deu el seu nom al filòsof català Josep Ferrater i Mora. És autor de diversos llibres sobre drets dels animals, com ara Animal Rights: A Christian Perspective (1976), Christianity and the Rights of Animals (1987), Animal Theology (1994) i Why Animal Suffering Matters: Philosophy, Theology, i Ètica pràctica (2009). També és editor d'una revista acadèmica, el Journal of Animal Ethics, que es publica conjuntament pel Centre d'Oxford i la Universitat d'Illinois, i editor de sèries amb la seva filla Clair Linzey, anteriorment amb Priscilla Cohn, de la Sèrie d'ètica dels animals Palgrave Macmillan.

## Carrera
Linzey ha escrit més de 180 articles i ha escrit o editat vint llibres sobre teologia i ètica. Ha donat conferències i ha emès àmpliament a Europa i als Estats Units. La seva teologia animal ha estat traduïda a l'italià, l'espanyol, el japonès i el francès.
| « | Els animals són criatures de Déu, no propietat humana, ni utilitats, ni recursos, ni mercaderies, sinó éssers preciosos als ulls de Déu. Els cristians els ulls dels quals estan fixats en la terrible crucifixió estan en una posició especial per entendre el patiment innocent. La Creu de Crist és la identificació absoluta de Déu amb els febles, els impotents i els vulnerables, però sobretot amb el patiment desprotegit, sense defensa i innocent. | » |

També va dir: «Els cristians no hem arribat gaire més lluny que pensar que el món sencer va ser fet per a nosaltres, amb el resultat que els animals només es veuen d'una manera instrumental com a objectes, màquines, eines i mercaderies, més que com a altres criatures». i s'afirma que «vol veure els maltractadors d'animals col·locats en un registre i prohibit tenir un animal, o treballar amb ells».
L'any 1977 Linzey va organitzar la primera conferència internacional sobre els drets dels animals al Trinity College (Cambridge). Des de 1992 va tenir el primer lloc acadèmic del món en teologia i benestarisme.
Va escriure i editar 20 llibres i més de 100 articles sobre els animals, l'ètica i el cristianisme. Algunes d'aquestes obres han sigut traduïdes al francès, italià, castellà, alemany, polonès, mandarí i japonès. Va parlar en més de 40 conferències d'arreu del món i va aparèixer en més de 100 programes de televisió. A més, Linzey és l'editor del Journal of Animal Ethics, la primera revista dedicada a l'ètica animal, publicada per l'institut d'Oxford i la Universitat d'Illinois.
Linzey té tres fills. Una de les seves filles, Clair Linzey, també és teòloga i és actualment la sotdirectora de l'Oxford Centre of Animal Ethics.